# Alden (Nova Iorque)
Alden é uma cidade  (e também uma vila com o mesmo nome) localizada no estado americano de Nova Iorque, no Condado de Erie.

## Demografia
Segundo o censo americano de 2000, a sua população era de 10.470 habitantes.

## Localidades na vizinhança
O diagrama seguinte representa as localidades num raio de 16 km ao redor de Alden.